# تشوديس
بلدية تشوديس (بالإسبانية: Chodes) هي بلدية تقع في مقاطعة سرقسطة التابعة لمنطقة أراغون شمال شرق إسبانيا.

## الديموغرافيا
بلغ عدد سكان بلدية تشوديس 147 نسمة عام 2011 (وفقاً للمعهد الوطني الإسباني للإحصاء).
| 131 | 124 | 113 | 148 | 152 | 154 | 147 |